# Clara Bafaluy Avenoza
Clara Bafaluy Avenoza (Barcelona, 1997) és una traductora, acadèmica i activista bisexual catalana.
Va obtenir el grau en Estudis Anglesos i el Màster en Construcció i representació d'identitats culturals (CRIC)  per la Universitat de Barcelona. El seu treball final de grau (TFG) fou “Chimamanda Ngozi Adichie’s Americanah and Yaa Gyasi’s Homegoing: american blackness and white privilege through the lenses of the african diasporic experience”. Per d'altra banda, “The Queer Homes and Communities of Stone Butch Blues: On Violence, Intimacy, and Queer Possibilities” va ser el seu treball final de màster.
En 2022, va publicar l'article “(Bi)Sexuality across Borders and Queer Irony: Disrupting the Legal System in How to Get Away with Murder”. Bafaluy centra les seves recerca en intersecció de discriminacions entre bisexualitat i la teoria queer.
En 2023, va realitzar la traducció de l'anglès al castellà “Bi: Anotacions per a una revolució bisexual" de Shiri Eisner en l'editorial Descontrol Editorial.
Al costat de Julia Om, forma part de DisturBi Col·lectiu, col·lectiu activista bisexual barceloní. És organitzadora de ConBivencias, unes jornades estatals autogestionades sobre bisexualitat, conjuntament amb membres del col·lectiu Taverna Bi de Madrid. Han realitzat dues edicions, 2022 i 2023.